# Hameln
Hameln város Németországban, Alsó-Szászországban. Lakosainak száma 57 916 fő (2023. december 31.).

## Fekvése
Springe közelében, a Weser folyó jobb partján, a B217-es út mellett fekvő település.

## Népesség
| Lakosok száma | 56 260 | 56 529 | 56 747 | 57 228 | 57 510 | 57 510 | 57 394 | 57 905 | 57 916 |
|               | 2013   | 2015   | 2016   | 2017   | 2018   | 2019   | 2021   | 2022   | 2023   |

## Városrészei
- Nordstadt
- Südstadt
- West/Klütviertel
- Ost/Basberg
- Mitte/Altstadt
- Wehl
- Afferde
- Hastenbeck
- Halvestorf
  - Halvestorf
  - Bannensiek
  - Weidehohl
  - Hope
- Haverbeck
- Hilligsfeld
  - Groß Hilligsfeld
  - Klein Hilligsfeld
- Sünteltal
  - Holtensen
  - Unsen
  - Welliehausen
- Klein Berkel / Wangelist
- Tündern
- Wehrbergen
- Rohrsen

## Története

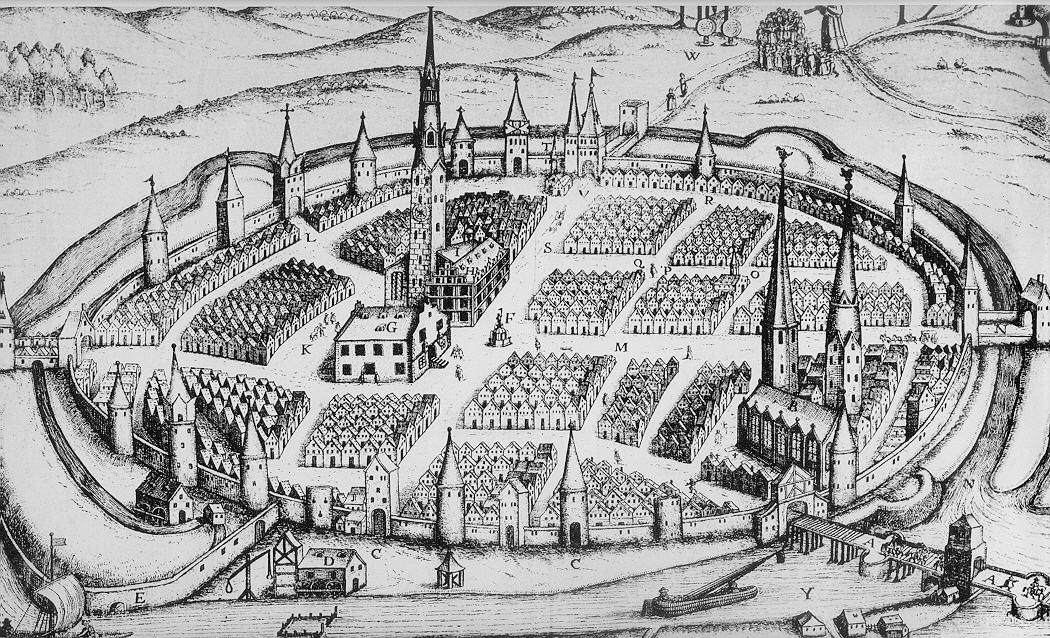
Hameln 1642-ben egy metszeten

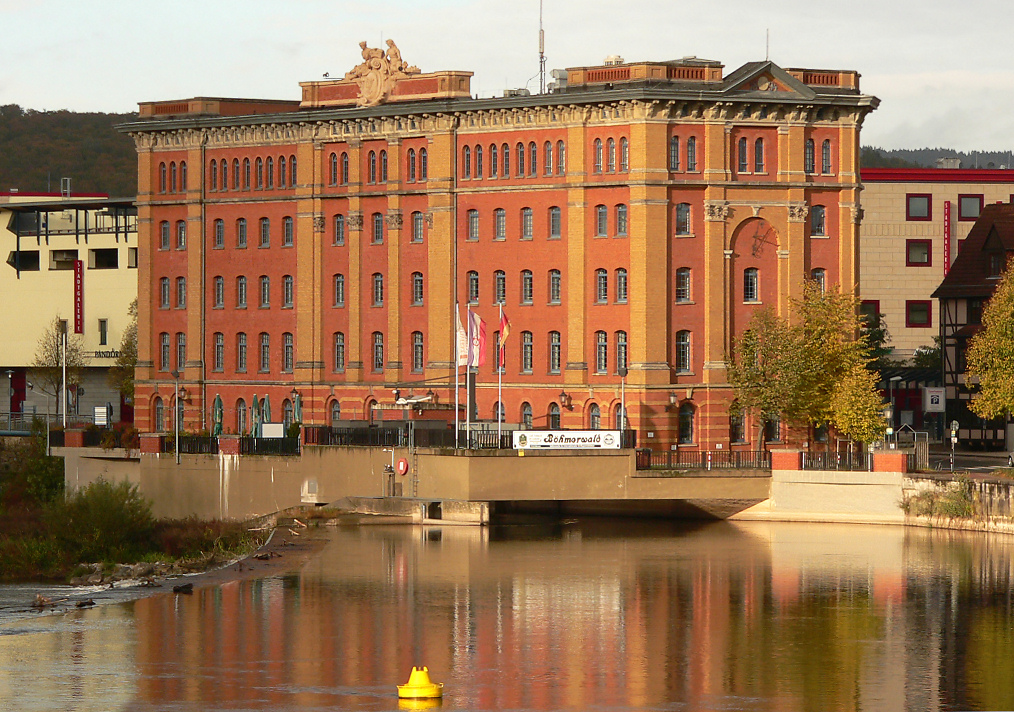

Nevét először 800-ban említették az oklevelek Hamala néven, mint a benedekrendi szerzetesek által alapított kolostorhoz tartozó helyet.
A 11. században itt Szent Bonifác alapítványt hoztak létre. Hamala ezután kereskedővárossá nőtte ki magát.
A városban és környékén súlyos harcok folytak a napóleoni háborúk alatt. Napóleon parancsára erődítményeit is lerombolták.
Az ipari fejlődés 1872-ben kezdődött meg a várost bekapcsolták a vasúti közlekedésbe.

## Nevezetességek
- Patkányfogóház (Rattenfängerhaus) - 1603-ban épült. A Weser-reneszánsz építészet egyik remeke.
- Leist ház (Leischtes Haus) - Az épületben működik a helytörténeti múzeum.
- Piactéri templom (Marktkirche St. Nicolai) - románkori épület, mely a 13. században épült.
- Apátság - tömör nyolcszögletű épülete a város déli részének ősfákkal övezett park közepén található. Alapjait román stílusban, még a 12. században rakták le. Belseje a 13. századi gótikus terem, mennyezetét hatalmas oszlopok tartják. Kereszthajóját sakktáblaszerűen elhelyezett festmények díszítik.
- Szent Bonifác templom (Münsterkirche St. Bonifatius) - 11. századból való román stílusú bazilika, később csarnoktemplommá lett átalakítva. A 11. századi altemplom alatt 1955-ben egy még régebbi épületet találtak, amely a karoling korabeli kolostortemplomhoz tartozott.
- Házasságkötő terem (Hochzeithaus) - gyönyörű homlokzati díszítése és harangjátéka van.

## Galéria

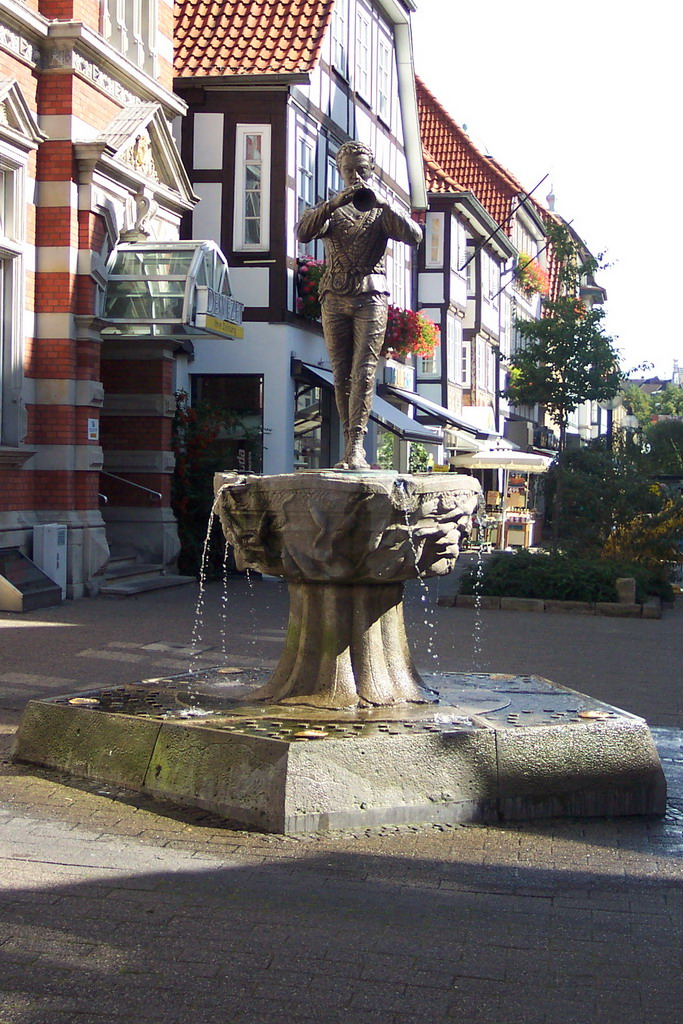
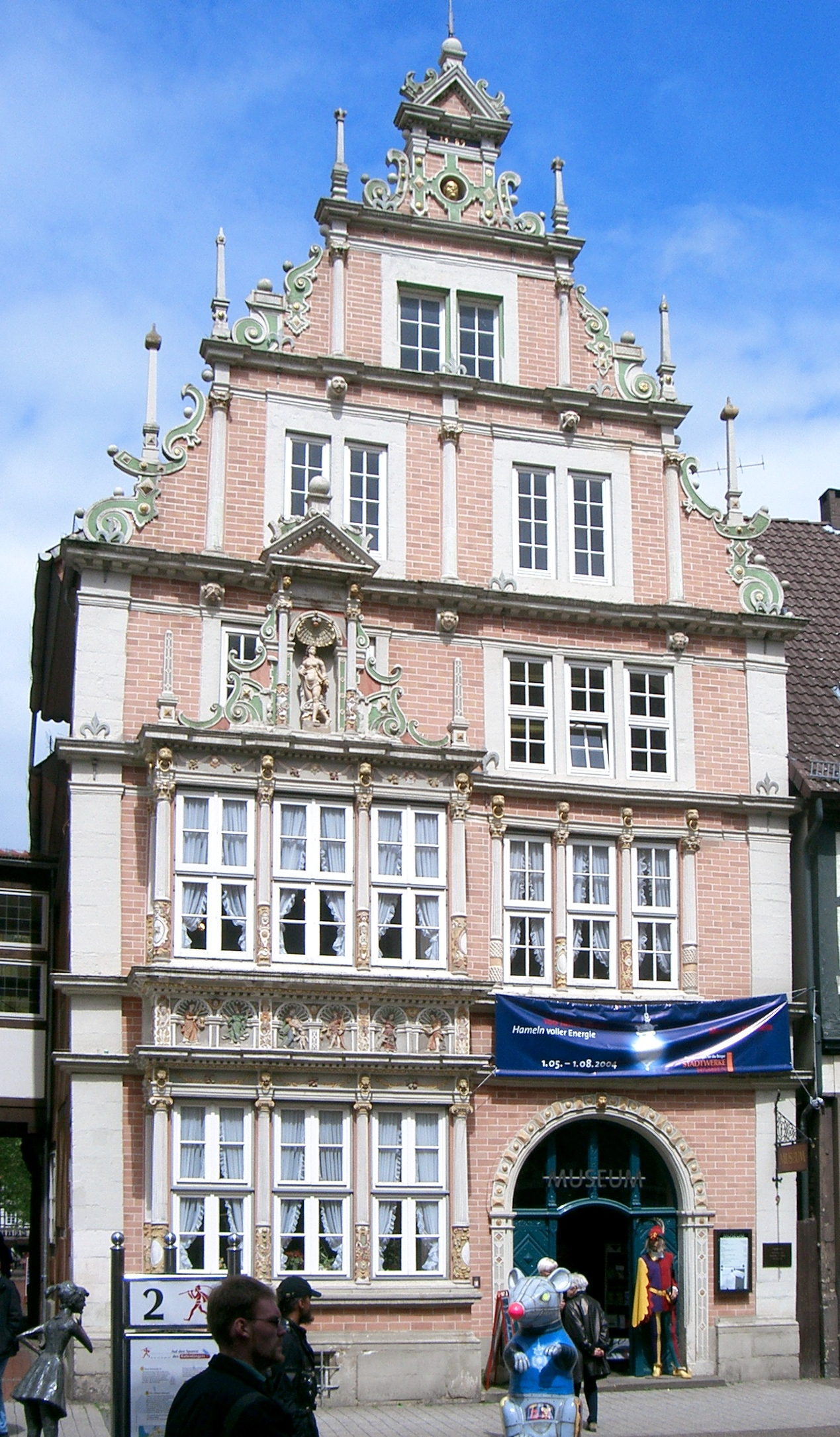
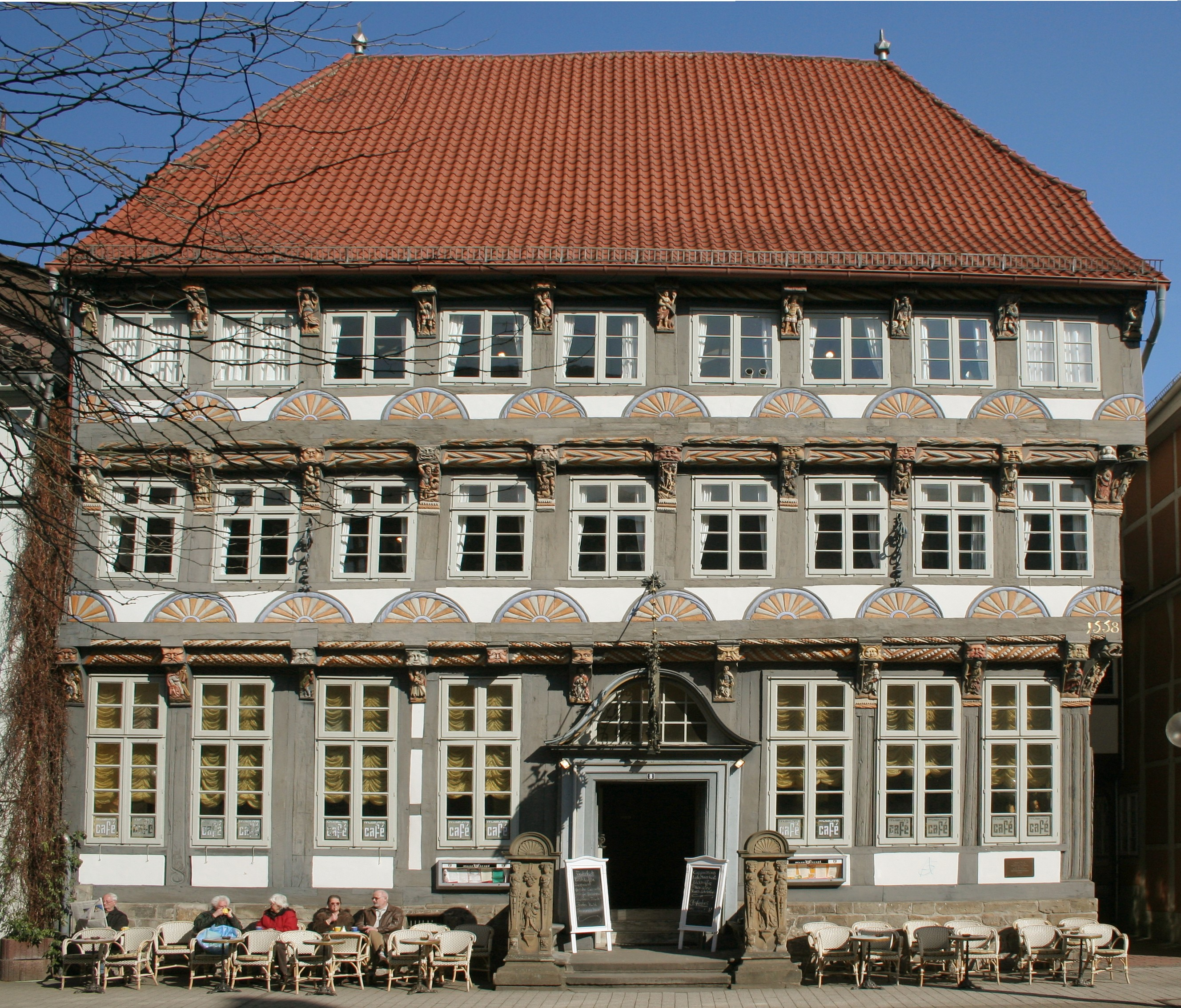
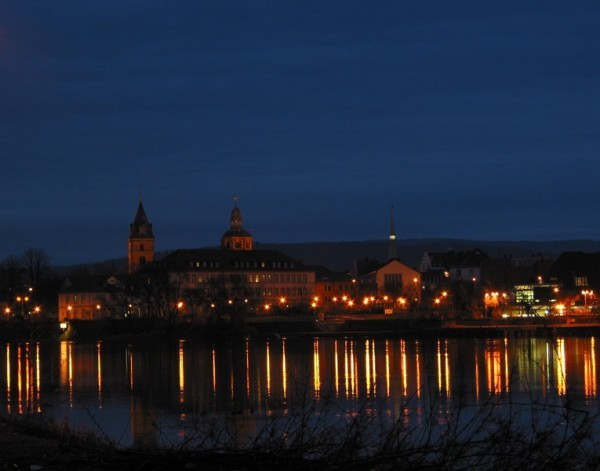
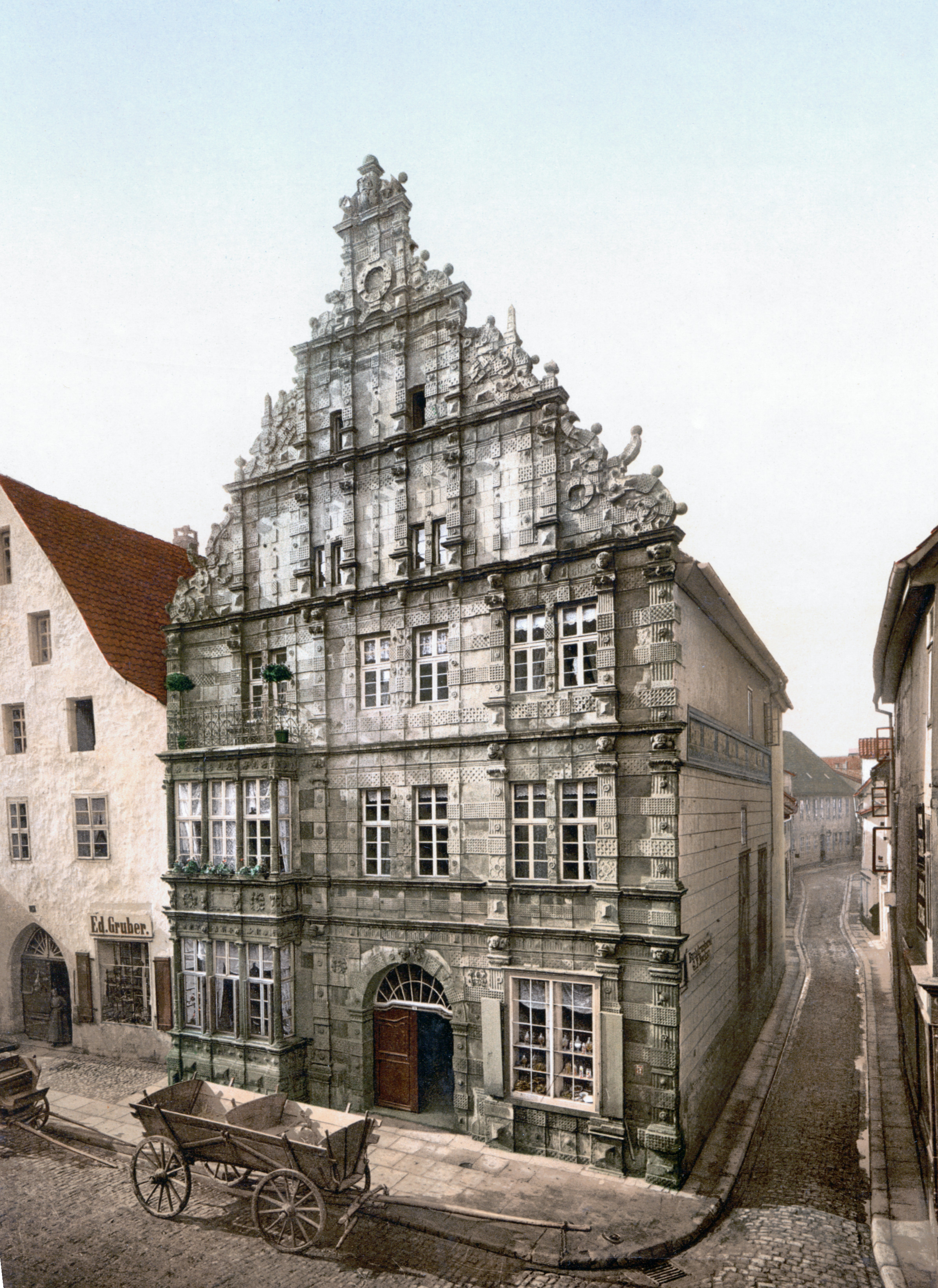
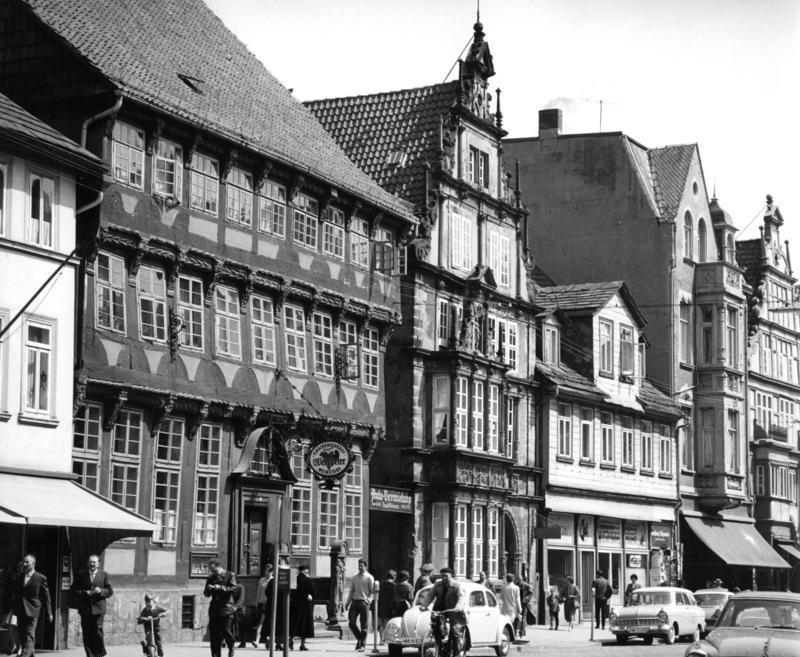
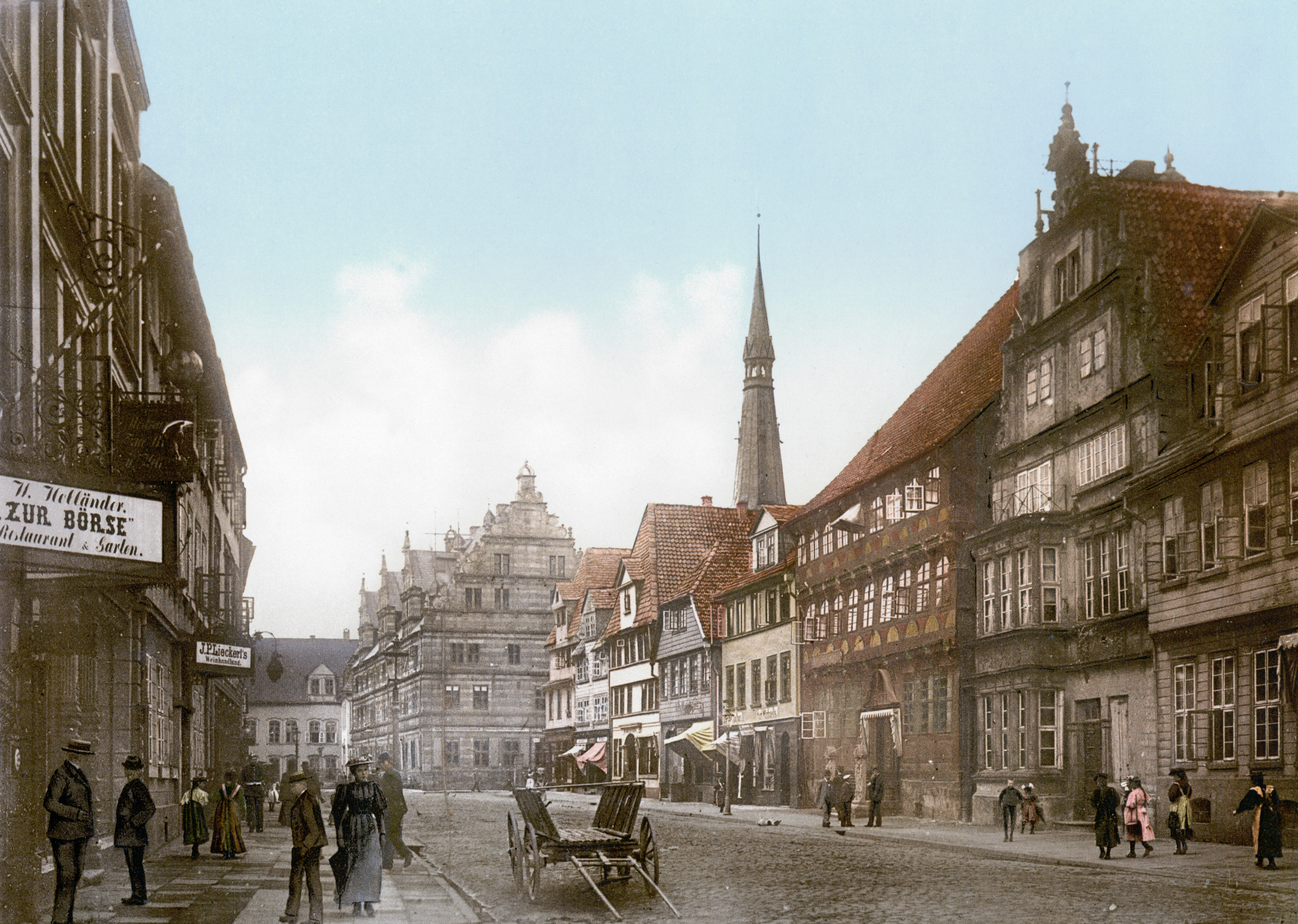